# Yahudi
Pour plus de détails, voir Fiche technique et Distribution.
Yahudi (Le Juif) est un péplum musical indien réalisé par Bimal Roy et sorti en Inde en 1958. Le film semble être un remake d'un film de 1933, La Fille du Juif (Yahudi di Ladki) réalisé par Premankur Atorthy (en hindi et en ourdou), lui-même adapté d'une pièce de théâtre d'Agar Hashr Kashmiri.

## Synopsis
Le film se déroule dans la Rome antique à une époque où les Juifs sont persécutés par l'empire. Brutus (Nazir Husain) est accidentellement blessé au cours d'une parade en ville par le fils du joaillier juif Ezra (Sohrab Modi). Irascible et tyrannique, Brutus s'obstine à croire à un attentat et fait exécuter l'enfant en le faisant jeter aux lions dans l'arène du cirque. Pour tirer vengeance de Brutus, Ezra parvient à faire kidnapper sa fille, Lydia, encore enfant, qu'il renomme Hannah et élève comme sa propre fille. Devenue adulte (jouée alors par Meena Kumari), elle rencontre un homme dont elle tombe amoureuse. Mais elle ignore qu'il s'agit d'un prince romain, Marcus (Dilip Kumar), fils de l'empereur lui-même, et déjà destiné à un mariage arrangé avec la nièce de Brutus, Octivia (Nigar Sultana), qu'il n'aime pas. 
Lorsque Marcus révèle finalement sa véritable identité et le mariage auquel on veut le forcer, Hannah est bouleversée et le chasse. Au moment du mariage, Hannah clame devant tous qu'elle a été trompée par un Romain. Voyant l'empereur enclin à rendre justice à sa fille, Ezra obtient la condamnation à mort de Marcus, mais Hannah, qui l'aime toujours, a le cœur brisé. Le lendemain, Hannah retire son accusation à la stupéfaction d'Ezra, et Brutus saisit l'occasion pour faire condamner à mort père et fille. Tous deux doivent être jetés vivants dans un chaudron d'huile bouillante, sous les yeux du prince Marcus. Celui-ci préfère s'aveugler plutôt que de supporter l'atroce spectacle.
Alors qu'ils sont sur le point d'être exécutés, Ezra révèle à Brutus qu'il sait où se trouve sa fille kidnappée longtemps auparavant. Brutus lui ordonne de parler, mais Ezra n'accepte de le faire qu'à la promesse qu'Hannah soit jetée dans le chaudron aussitôt après. Ezra révèle alors que Hannah n'est autre que la fille perdue de Brutus. Ezra meurt peu après. Hannah retrouve Marcus, et tous deux fuient au loin, l'une guidant l'autre.

## Fiche technique
- Titre original : Yahudi
- Titre français : Yahudi
- Réalisation : Bimal Roy
- Scénario : Nabendu Ghose[3]
- Dialogues : Wajahat Mirza[3]
- Musique originale : Shankar Jaikishen[3]
- Paroles des chansons : Shailendra[3]
- Direction artistique : Sudhendu Roy
- Musique : Sudhendu Roy
- Pays :  Inde
- Langues : hindi, ourdou
- Date de sortie : 1958

## Distribution
- Sohrab Modi : Ezra
- Nazir Husain : Brutus
- Meena Kumari : Hannah
- Dilip Kumar : Marcus
- Nigar Sultana : Octivia

## Chansons principales
- Bechain dil khoi si nazar, chantée par Lata Mangeshkar et Geeta Dutt[3]
- Duniya se dil laga kar, chantée par Geeta Dutt[3]
- Yeh mera diwanapan hai ya mohabbat ka suroor, tu na pehchane to hai yeh teri nazron ka qusoor[3]

## Production
Yahudi a une place singulière dans la filmographie de Bimal Roy, dont c'est l'unique péplum,.

## Accueil critique
Le film est un grand succès au box-office. Shailendra remporte le prix du Meilleur parolier aux Filmfare Awards pour la chanson Yeh mera diwanapan hai ya mohabbat ka suroor, tu na pehchane to hai yeh teri nazron ka qusoor,.